# 聖母聖殿主教座堂 (哈利法克斯)
聖母聖殿主教座堂（St. Mary's Cathedral Basilica）是天主教哈利法克斯-雅茅斯总教区的主教座堂，位于加拿大哈利法克斯市中心。

## 历史
该堂最初为木建筑，1820年代之以石结构，模仿了伦敦的聖馬田教堂。1869年扩建到今日的规模，由Patrick Keely设计，采用哥特复兴式建筑风格，立面和尖顶完全用当地花岗岩建造。该堂拥有北美洲最高的花岗岩尖顶，高189英尺（58）。该堂于1899年10月19日祝圣。
1950年，该堂成为宗座圣殿。1997年，又被列为加拿大国家历史遗产。